# Eurocopter EC120 Colibri
O Eurocopter EC120 Colibri (agora Airbus Helicopters H120 Colibri ) é um helicóptero utilitário leve de cinco lugares, monomotor. Projetado e desenvolvido em conjunto pela Eurocopter, pela China National Aero-Technology Import &amp; Export Corporation ( CATIC ), pela Harbin Aviation Industries (Group) Ltd (HAIG) e pela Singapore Technologies Aerospace Ltd (STAero) nas instalações de Marignane da Eurocopter na França, o EC120B foi montado pela Eurocopter na França e na Austrália.
Na China, a aeronave é produzida pela Harbin Aircraft Manufacturing Corporation (HAMC) como HC120 . Em 2004, a HAMC iniciou a fabricação local do HC120 em sua linha de montagem em Harbin, no norte da China. No mercado chinês, o Exército Popular de Libertação e várias forças policiais locais adquiriram helicópteros HC120.

## Desenvolvimento
O EC120 Colibri tem origem no P120, uma proposta do fabricante francês de helicópteros Aérospatiale que pretendia substituir os helicópteros monomotores Aérospatiale Gazelle e Aérospatiale SA 315B Lama . Durante os anos 80, a Aérospatiale procurou parceiros internacionais com os quais pudesse co-produzir o P120, incluindo empresas aeroespaciais na China, Singapura e Austrália. Após a repressão do governo chinês aos protestos na Praça da Paz Celestial de 1989, especulou-se a exclusão da participação chinesa no projeto.
Em 20 de outubro de 1992, um contrato para o contrato de desenvolvimento conjunto do novo helicóptero foi assinado pelos três principais parceiros do projeto, a recém-formada Eurocopter, a China National Aero-Technology Import &amp; Export Corporation (CATIC) e a Singapore Aerospace Ltd (STAero). )  Nos termos do acordo de desenvolvimento conjunto, a Eurocopter recebeu 61% do controle e liderança técnica no programa, a CATIC recebeu 24% de participação no trabalho e a STAero recebeu 15%; A CATIC projetou e produziu a estrutura da cabine e o sistema de combustível, oa STAero produziu o cone de cauda, as portas de acesso e os materiais compostos, enquanto a Eurocopter produziu os conjuntos dinâmicos, instalou os sistemas aviônicos, elétricos e hidráulicos e conduziu a atividade final de montagem. O desenvolvimento da aeronave de rotor permitiu à Eurocopter ampliar seu alcance para incluir   um helicóptero de 1,5 toneladas (1,7 tonelada curtas)      .

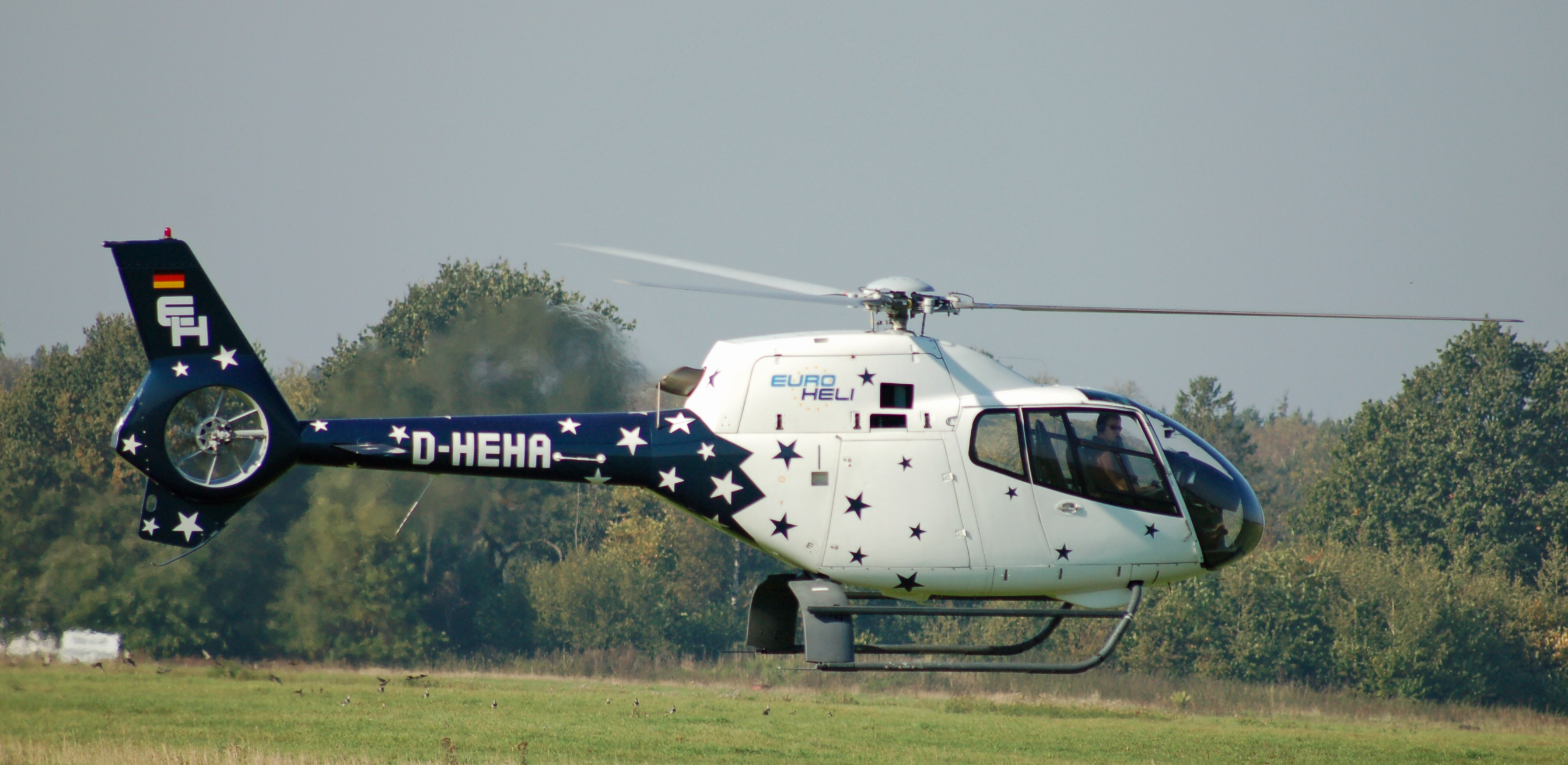
Um EC120 pairando, 2010

Em 9 de junho de 1995, o primeiro protótipo EC120 Colibri realizou seu primeiro voo . Em fevereiro de 1996, o protótipo havia acumulado 60 horas de voo e um segundo protótipo ingressou no programa de testes no final daquele ano. Em fevereiro de 1997, o EC120 Colibri foi formalmente lançado no show da Helicopter Association International (HAI) em Anaheim, Califórnia ; em junho de 1997, mais de 50 pedidos haviam sido recebidos para o modelo. Em outubro de 1998, mais de 100 pedidos foram recebidos para o tipo, levando a Eurocopter a aumentar a taxa de produção de quatro helicópteros por mês para seis. Em 2002, a Eurocopter estava no processo de estabelecer uma segunda linha de montagem para o EC120 nas instalações da Australian Aerospace em Brisbane, Austrália .
Em setembro de 2003, a Eurocopter e a China Aviation Industry Corporation II (AVIC II) ampliaram seu acordo de parceria para incluir um acordo de coprodução com o Harbin Aircraft Industry Group (HAIG), subsidiária da AVIC II.  Em 11 de junho de 2004, foi assinado um acordo final de produção; de acordo com o contrato, a CATIA e a HAIG receberam direitos exclusivos de mercado na China, e a Eurocopter concordou em parar de vender EC120s fabricados na França na China continental. Em junho de 2014, o Exército de Libertação Popular da China se tornou o cliente de lançamento do HC120 produzido em Harbin, supostamente fazendo um pedido para oito aeronaves com opções para mais cinquenta.
Em 30 de novembro de 2017, a Airbus Helicopters anunciou formalmente o final do programa H120, citando números baixos de entregas. Apenas cinco H120s foram entregues em 2016 em comparação com 63 Robinson R-66s . A Airbus afirmou que está se afastando da extremidade inferior do espectro do mercado e esses helicópteros não são tão sofisticados quanto sua linha de produtos tradicional.

### Demonstrador a diesel

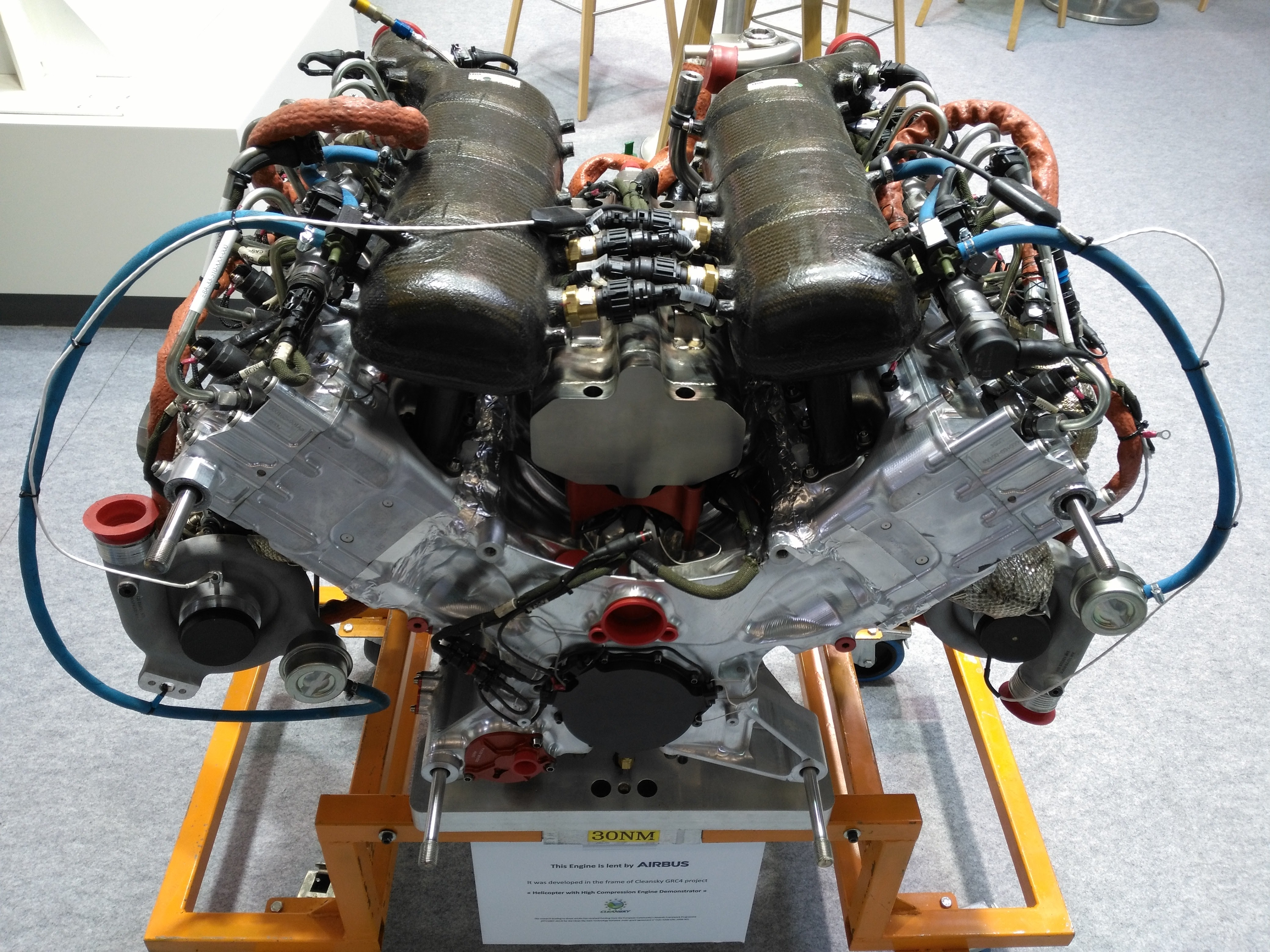
O AE440 apresentado pela Mecachrome em 2017

No programa de pesquisa ambiental da Green Rotorcraft European Clean Sky Initiative, iniciado em 2011, um demonstrador da tecnologia H120 equipado com um motor diesel de aeronaves de alta compressão HIPE AE440 , movido a combustível de aviação, voou pela primeira vez em 6 de novembro de 2015.  Seu objetivo é reduzir as emissões de poluentes e aumentar a eficiência de combustível, quase o dobro da faixa e operações aprimoradas em condições quentes e altas .
O motor é um motor de 4.6 litros 90 ° V8, lubrificado a cárter seco, refrigerado a líquido, com um motor de 1 800 bars (26 000 psi)   injeção direta em trilho comum, blocos de alumínio totalmente usinados, bielas de titânio, pistões e camisas de aço, um turbocompressor por banco de cilindros.  Com um intercooler ar-ar, pesa 197 quilogramas (430 lb)   sem caixa de velocidades e o Até 210 cv     powerpack instalado pesa 249 quilogramas (550 lb)   . Os rotores são acionados por meio da transmissão existente, o turbocompressor Turbomeca Arrius de rotação mais rápida é substituído por uma caixa de engrenagens multiplicadora.
O consumo de combustível específico  é de 200   g / kW⋅h. As oscilações de torque são reduzidas através de um eixo de torção leve e as vibrações são amortecidas pelos blocos silenciosos. É fabricado pela Teos Powertrain Engineering - uma joint venture entre Mecachrome e D2T (grupo IFPEN) - para o projeto mecânico, fabricação, montagem e teste de peças principais do motor e o Austro Engine para o FADEC de dois canais e chicote de fios, sistema de combustível, aeronavegabilidade. A energia é mantida em 2.500   me ISA + 20 ° e alcançou uma redução de 42% no consumo de combustível, reduzindo os custos diretos de operação em 30%, além de uma manutenção mais simples.

## Projeto

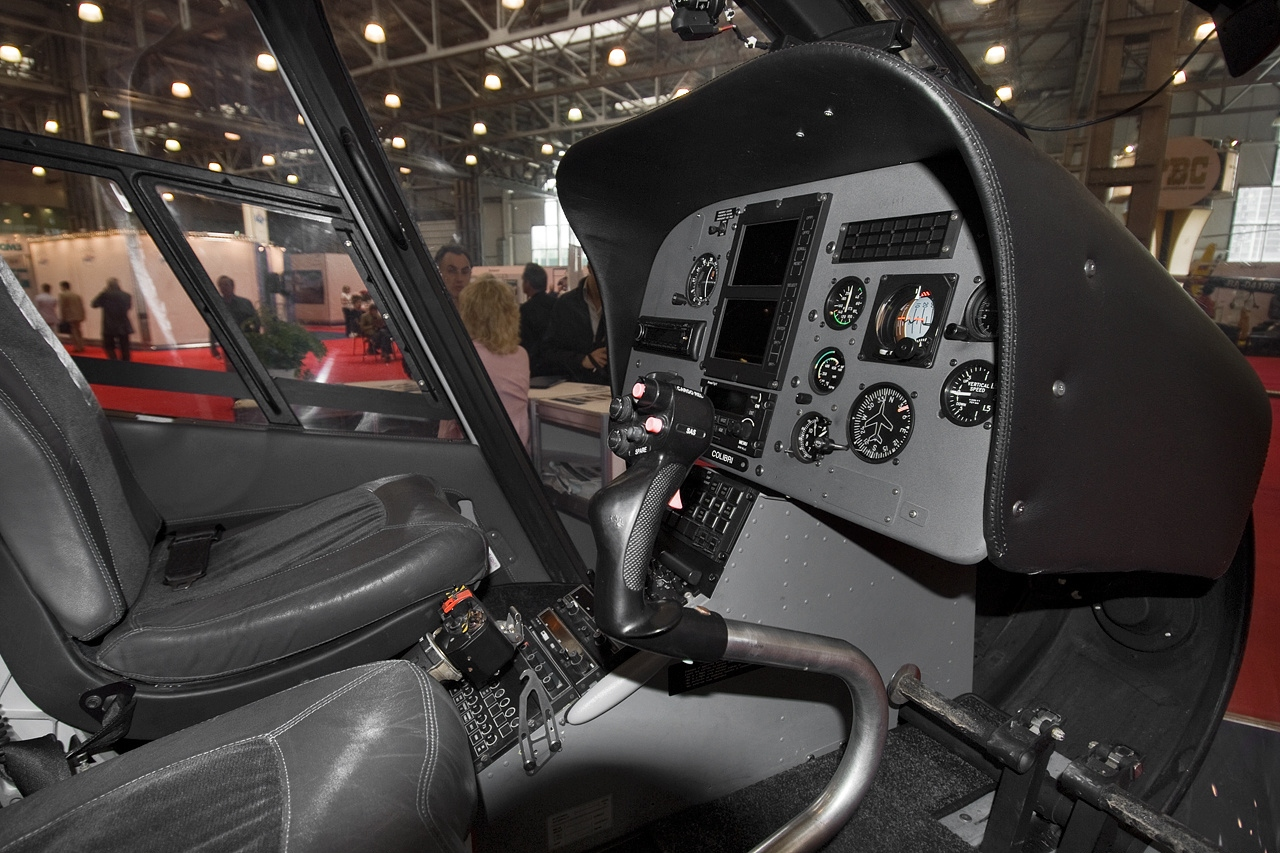
Cabina do piloto de um EC120 B Colibri

O EC120B Colibri é um helicóptero de multimissão monomotor, projetado para operações seguras, simples e econômicas. Ele incorpora várias das tecnologias de marca registrada da Eurocopter, as de destaque são a cabeça do rotor principal Speriflex de 3 pás e o rotor de cauda anti-torque fenestron de 8 pás; estes foram parcialmente creditados por contribuírem com a assinatura de ruído da aeronave, que é de 6,7 decibéis abaixo dos limites da Organização da Aviação Civil Internacional (ICAO). A Airbus Helicopters afirmou que o EC120 B possui o menor custo operacional de sua classe. Desde 2014, o EC120 tem a distinção de ser a única aeronave de asas rotativas monomotor certificada para os padrões JAR / FAR 27; as medidas incorporadas para atender a esses padrões incluem uma estrutura principal que atenua a energia, assentos absorventes de energia para todos a bordo e um sistema de combustível resistente a colisões.
A aeronave possui uma cabine ampla e ergonômica com altos níveis de visibilidade externa, que pode acomodar um único piloto junto com quatro passageiros na configuração típica de passageiros. O design da cabine é adequado para uma ampla variedade de missões civis e parapúblicas, como transporte de utilidade pública, transporte offshore, treinamento, aplicação da lei, evacuação de vítimas e transporte corporativo. Na função de evacuação de vítimas, a aeronave pode transportar um paciente piloto e uma maca, além de um ou dois atendentes médicos. Em uma capacidade de transporte de carga, o EC120 pode transportar um piloto mais 2,94 metro cúbicos (104 cu ft)         do volume total de carga útil espalhado entre a cabine e o 0,8 metro cúbicos (28 cu ft)         segure, acessível externamente do lado direito e para trás, além da cabine em algumas configurações. Para facilitar as operações de carga, o piso da cabine é plano e desobstruído; alternativamente, um estilingue de carga pode ser instalado para transportar cargas de até 700 quilogramas (1 500 lb)     .

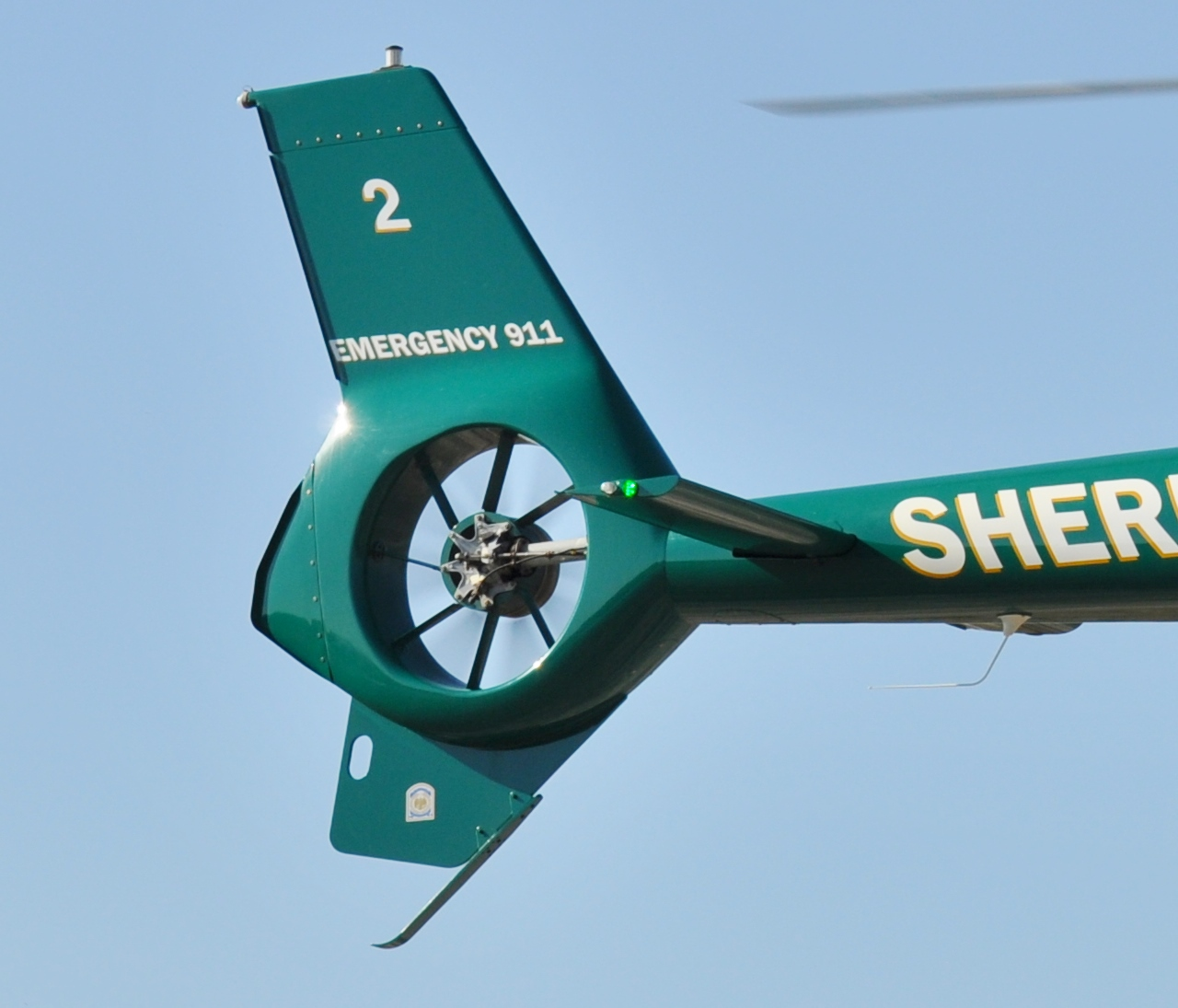
Vista do rotor traseiro do EC120B tipo fenestron e do cone de cauda

De acordo com a Airbus Helicopters, o EC120B integra um alto nível de tecnologia avançada para tornar a aeronave mais fácil e segura de pilotar, além de reduzir custos. Uma ênfase particular foi colocada em permitir que os clientes finais realizassem o mesmo trabalho de manutenção. O painel de instrumentos principal é equipado com duas telas gêmeas e o monitor multifuncional do motor (VEMD), que fornece controle e monitoramento de vários aspectos da aeronave, como o rotor de cauda de fenestron e os principais parâmetros do motor; o VEMD diminui a carga de trabalho geral do piloto para maior segurança.  Em uma configuração  base, os controles de voo são instalados apenas no lado direito, controles duplos ou controles de voo somente à esquerda podem ser instalados opcionalmente. Terceiros ofereceram seus próprios pacotes de aviônicos para o EC120, adicionando funcionalidades como um piloto automático .
Além de várias funções civis, o EC120 também foi usado por vários operadores militares para realizar missões de treinamento, observação e utilidade leve. A Airbus Helicopter promoveu o modelo em capacidade de treinamento devido a recursos como resposta de controle positivo, sistemas de computação de desempenho, instrumentação moderna para facilitar o uso, tamanho compacto geral e um alto nível de visibilidade da cabine. Uma ampla gama de equipamentos opcionais pode ser instalada no EC120 B, incluindo um sistema de proteção contra quedas de arame, ar condicionado, filtro de areia, esquis, limpadores de pára-brisa, espelhos elétricos externos, uma cinta de carga, equipamento de flutuação de emergência, infravermelho voltado para a frente (FLIR ) câmeras e holofotes externos.  Para clientes corporativos, o EC120 pode ser equipado com um interior Stylence, oferecendo um interior luxuoso com estofamento em couro, escritório a bordo e instalações de telecomunicações, além de níveis reduzidos de ruído e vibração por meio de isolamento adicional.

## Histórico operacional
O primeiro EC120B foi entregue em 1998. Até 2008, a Eurocopter já havia entregue mais de 550 Colibris a vários clientes.
Em 2004, o Departamento de Segurança Interna e Proteção de Fronteiras (CBP) do Departamento de Segurança Interna dos Estados Unidos (CBP) selecionou o EC120B para atender ao requisito de Light Sign Cutter, um programa que envolve potencialmente 55 aeronaves com um valor total de US $ 75 milhões em dólares naquele ano. Em 2006, o CBP encomendou 15 helicópteros EC120B, com mais cinco aeronaves encomendadas.
A Força Aérea Espanhola  adquiriu um número de EC120s, que são usados como treinadores de asas rotativas na Base Aérea de Armilla. Em 2003, o Ejército del Aire formou uma equipe de exibição acrobática, a Patrulla ASPA, que usa o tipo; uma exibição típica envolve cinco EC120s executando manobras complexas, além do voo de formação.
Em janeiro de 2008, o Ministério da Defesa francês selecionou o EC120 como o novo treinador de asas rotativas do Exército francês para substituir o Aérospatiale Gazelle . 36  EC120 B equipados com aviônica Sagem devem ser operado por uma parceria público-privada (PPP) de 22 anos com a operadora Hélidax. Em 12 de outubro de 2010, o último EC120  foi entregue à Hélidax.
Desde 2011, vários EC120 são operados pela polícia de trânsito do Curdistão, Iraque . A partir de 2014, as equipes foram treinadas para realizar missões de vigilância e resgate.

## Variantes
Protótipo P120L antes da redesignação do tipo para EC120 Colibri .
- EC120B Colibri : Designação padrão.
- HC120 : Variante de fabricação chinesa do EC120.

## Operadores

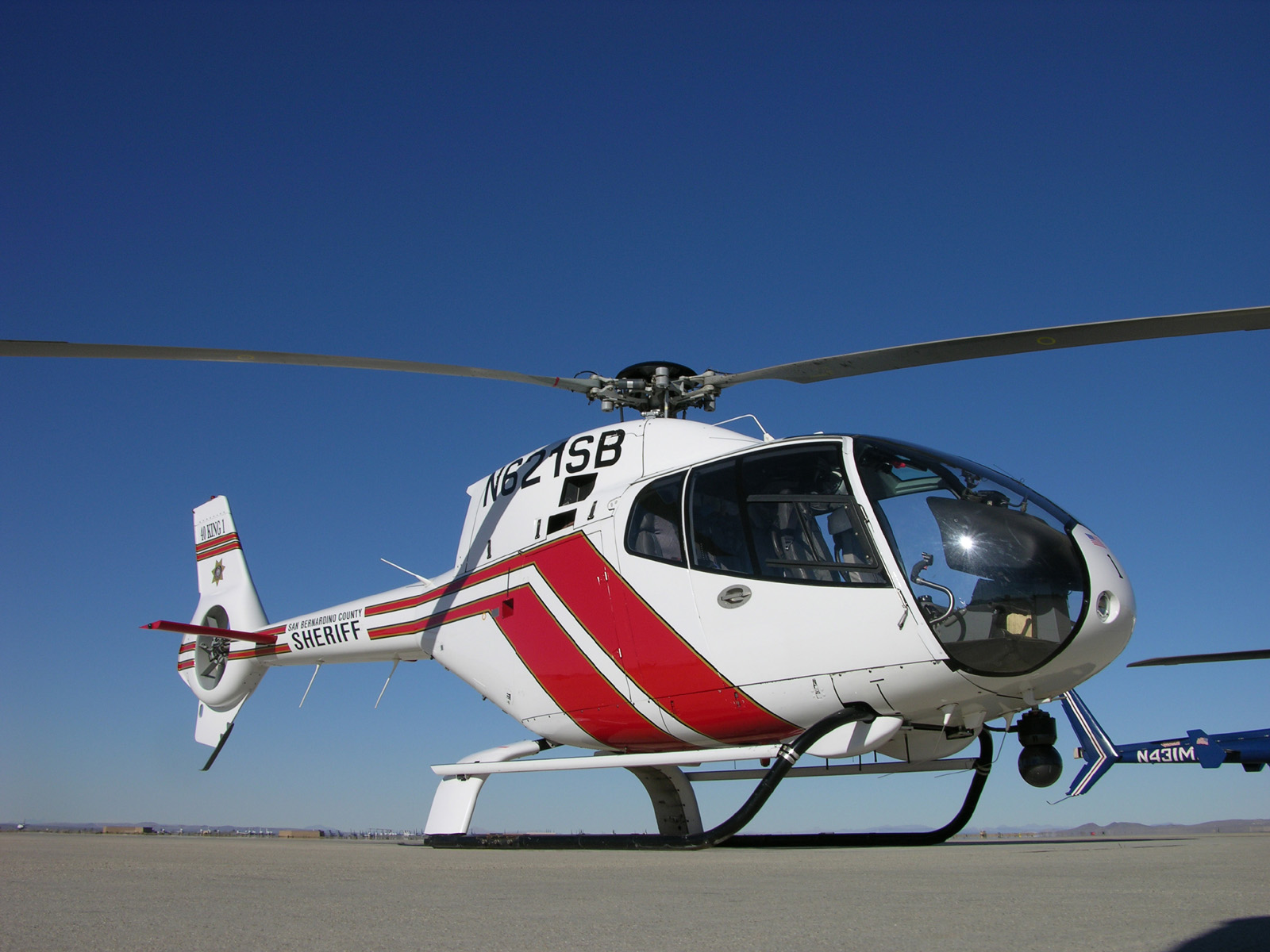
Um EC120B do Departamento do Sheriff do Condado de San Bernardino

O EC120 é usado por indivíduos e empresas, organizações de fretamento de helicópteros e treinamento, bem como pela aplicação da lei e pelo governo.
 Australia
- Serviço de helicóptero de resgate Westpac Life Saver[37]

 Brasil
- Polícia Rodoviária Federal

 Canada
- Serviço policial de Calgary[38]
- Polícia montada canadense real[39]
- Serviço de polícia de Edmonton[40]
- Polícia regional de York
- Serviço policial de Winnipeg[41]

 Alemanha
- Bundespolizei[42]

 Lituânia
- Guarda Estatal de Fronteira[43]

 Espanha
- Polícia Nacional Espanhola[44]

 México
- Polícia Federal do México

 Estados Unidos

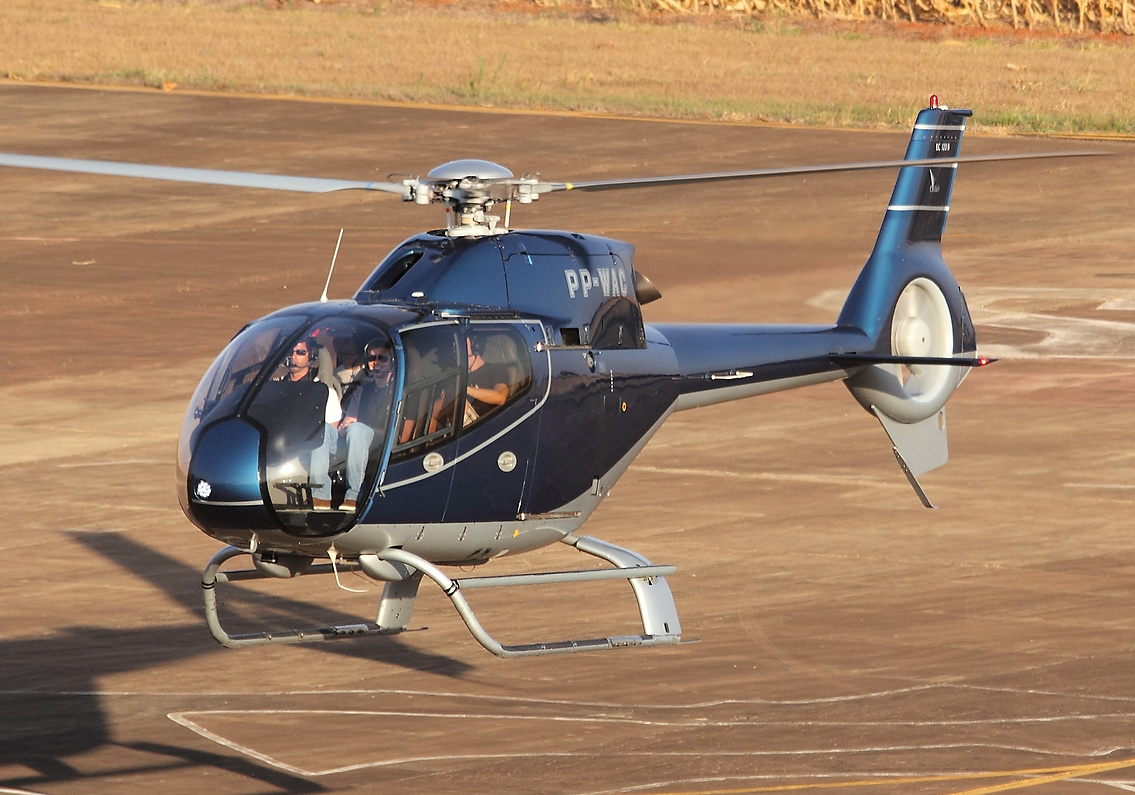
Um táxi EC120 pairarndo no aeroporto de Barretos

- Departamento de Polícia de San Jose[45]
- Escritório do xerife do condado de Santa Clara[46]
- Departamento de Polícia de Baltimore[47]
- Departamento de Polícia de Austin[48]
- Departamento de polícia de Albuquerque[49]
- Departamento do xerife do Condado de Sacramento[50]

### Operadores militares
China
- Força Terrestre do Exército Chinês[51]

 República Dominicana
- Força Aérea Dominicana

 França
- Hélidax ( treinamento de aviação do exército ) [52]

 Indonésia
- Força Aérea da Indonésia[51]
- Marinha indonésia

 Malásia
- Força Aérea Real da Malásia[53][54]

 Myanmar
- Força Aérea de Mianmar[55]

 Singapura

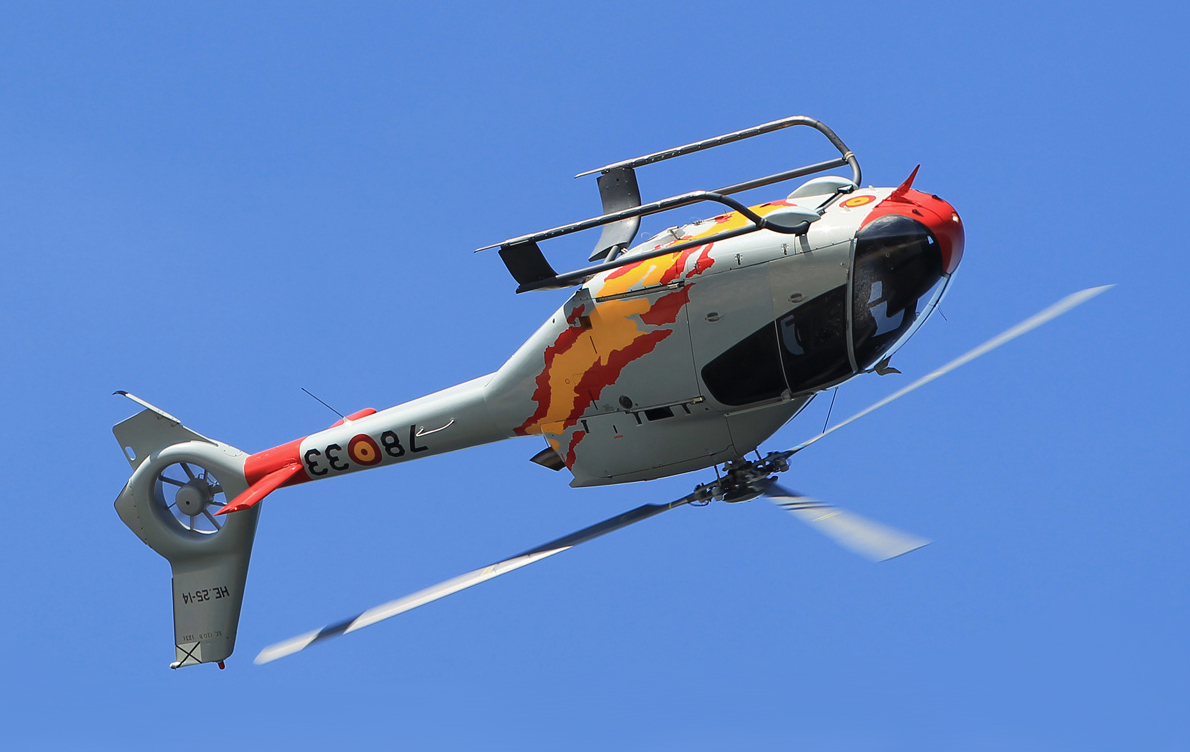
Um Colibri da Força Aérea Espanhola demonstra sua agilidade com um touneaux barril

- Força Aérea da República de Singapura[51]

 Espanha
- Força Aérea Espanhola[51]

## Especificações
Descrições gerais
- Tripulação: 1 {{{tripulação notas}}}
- Capacidade: 4 pax / 755 kg (1,664 lb) payload (700 kg (1,543 lb) max slung load) {{{capacidade notas}}}

Equipamentos de orientação
- Aviônicos: Vehicle and Engine Multifunction Display (VEMD) with First Limit Indicator (FLI) fitted as standard.[25]

- Tripulação: 1
- Capacidade: 4 passageiros / 755 kg (1.664 lb) carga (700 kg (1.543 lb) carga máxima no gancho)
- Comprimento: 11,52 m (37 ft 10 in) overall

9.6 m (31 ft) fuselagem
- Altura: 3,4 m (11 ft 2 in)
- Peso vazio: 960 kg (2.116 lb)
- Peso máximo de decolagem: 1.715 kg (3.781 lb) com carga interna

1.800 kg (3.968 lb) com carga externa
- Capacidade de combustível: 416 l (110 US gal; 92 imp gal) in two tanks
- Motor: 1 × Turbomeca TM 319 Arrius 2F turboshaft, 376 kW (504 hp)  para decolagem

335 kW (449 hp) máximo contínuo
- Diâmetro do rotor principal:  10,0 m (32 ft 10 in)
- Área do rotor principal: 78,54 m2 (845,4 sq ft)

Desempenho
- Velocidade de cruzeiro: 226 km/h (140 mph, 122 kn) max

191 km/h (119 mph; 103 kn) econ
- Velocidade a Não Exceder (VNE): 278 km/h (173 mph, 150 kn)
- Alcance: 727 km (452 mi, 393 nmi) sem reservas
- Autonomia: 4 horas e 32 minutos
- Teto de serviço: 5.180 m (16.990 ft)
- Teto para pairado dentro do efeito solo (IGE): 2.820 m (9.252 ft)
- Teto para pairado fora do efeito solo (OGE: 2.320 m (7612 ft)
- Razão de subida: 6,1 m/s (1.200 ft/min)
- Carga do rotor: 21,8 kg/m2 (4,5 lb/sq ft) com carga interna

22,9 kg/m2 (5 lb/sq ft) em carga externa
- Relação peso/potência: 0,19 kW/kg (0,12 hp/lb) com carga interna

0,1835 kg (0 lb) com carga externa
Avionicos
Vehicle and Engine Multifunction Display (VEMD) ^com limitador de primeiro parâmentro First Limit Indicator (FLI) instalado como padrão.